# Dunqula
Koordinaten: 19° 10′ N, 30° 28′ O
Dunqula (arabisch دنقلا Dunqulā; sudanesisch-arabisch: Dungulā, Alternativschreibung Dongola, Dungula, Dongla, selten Donggola oder Donqola) ist die Hauptstadt des sudanesischen Bundesstaates asch-Schamaliyya. Manchmal wird sie auch Neu-Dongola genannt, um sie von Alt-Dongola zu unterscheiden.

## Lage

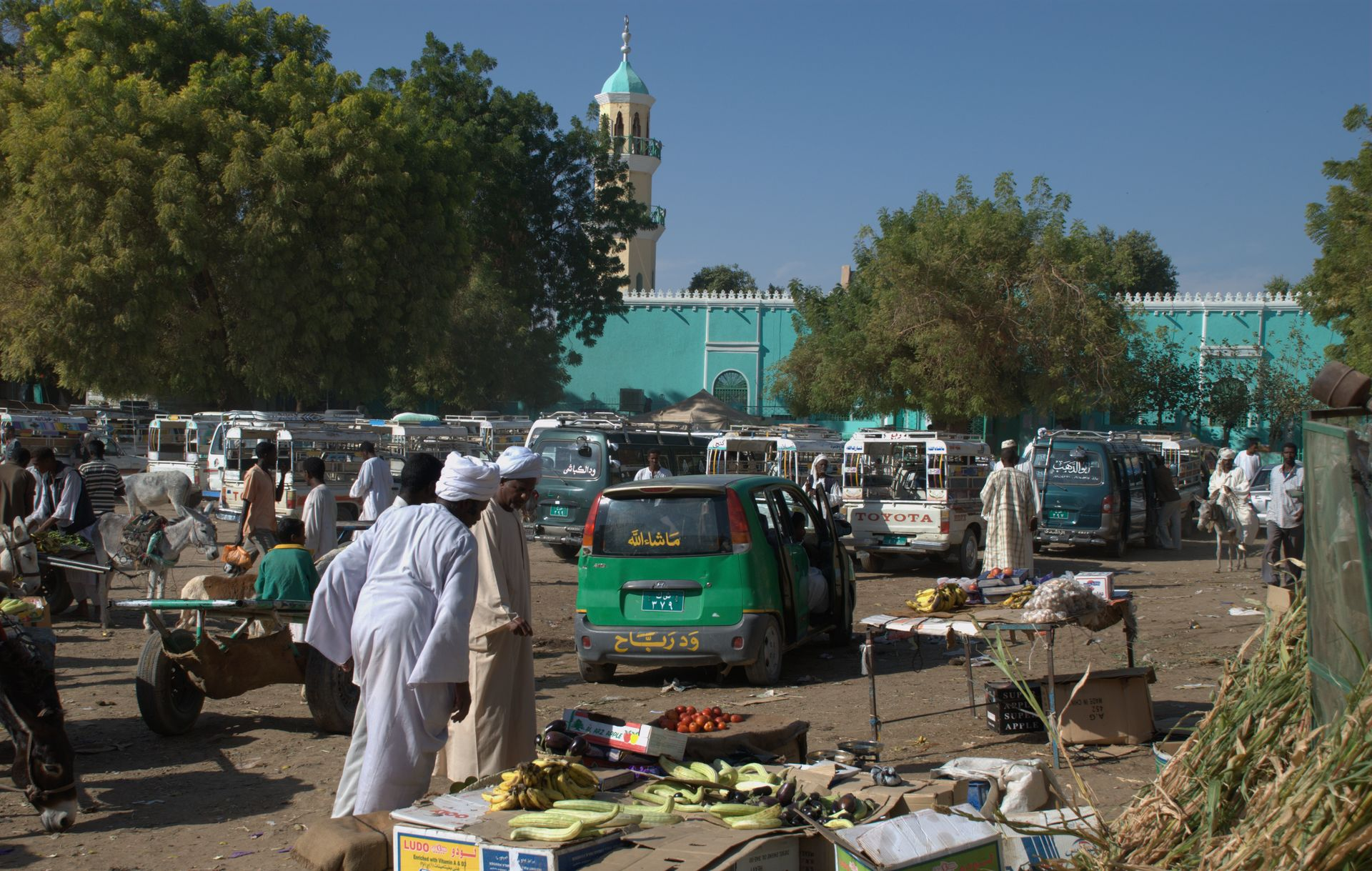
Marktplatz mit Haltestelle für Minibusse und Hauptmoschee

Die Stadt liegt im Zentrum Nubiens, rund 200 Kilometer südlich vom Nubia-See, dem sudanesischen Teil des Nasser-Sees und 500 Kilometer nordwestlich von Khartum, am linken Ufer des Nils.
Die Straße nilaufwärts bis zum Abzweig in Abu Dom und weiter nach Süden bis Khartum ist asphaltiert, ebenso seit 2010 die Straße auf der östlichen Seite des Nils über Abri nach Wadi Halfa. Eine Nilbrücke zwei Kilometer nördlich der Stadt ist seit Herbst 2009 fertiggestellt. Eine weitere Asphaltstraße führt durch die Wüste nach Osten bis Karima. Der Flughafen Dunqula liegt 10 Kilometer westlich.
Der 275 Kilometer lange Lauf des Nils zwischen Dongola und Karima ist befahrbar, bis nach 1980 verkehrten Personenschiffe auf dieser Strecke. Wegen der Katarakte ist die Fahrt mit Booten Richtung Wadi Halfa schwierig, bei geringem Wasserstand nicht möglich.

## Bevölkerung
Für Dongola werden 13.563 Einwohner (Berechnung 2012) angegeben. Die Bevölkerung setzt sich aus Nubiern und Sheygya- (Shaqiya-)Arabern, deren Siedlungszentrum weiter südlich liegt, zusammen. Innerhalb der Nubier kann die nördlich bis zum 3. Katarakt siedelnde Gruppe der Dongolesen unterschieden werden.
|                       | Jan  | Feb  | Mär  | Apr  | Mai  | Jun  | Jul  | Aug  | Sep  | Okt  | Nov  | Dez  |   |       |
| Mittl. Tagesmax. (°C) | 30,7 | 32,6 | 36,5 | 40,4 | 41,9 | 41,3 | 38,5 | 37,6 | 38,7 | 39,3 | 35,2 | 31,7 | ⌀ | 37    |
| Mittl. Tagesmin. (°C) | 15,6 | 16,8 | 20,3 | 24,1 | 27,3 | 27,6 | 26,2 | 25,6 | 26,3 | 25,9 | 21,0 | 17,0 | ⌀ | 22,8  |
|                       |      |      |      |      |      |      |      |      |      |      |      |      |   |       |
| Niederschlag (mm)     | 0,0  | 0,0  | 0,1  | 0,0  | 3,9  | 4,2  | 29,6 | 48,3 | 26,7 | 7,8  | 0,7  | 0,0  | Σ | 121,3 |
|                       |      |      |      |      |      |      |      |      |      |      |      |      |   |       |
| Regentage (d)         | 0,0  | 0,0  | 0,1  | 0,0  | 0,9  | 0,9  | 4,0  | 4,2  | 3,4  | 1,2  | 0,0  | 0,0  | Σ | 14,7  |

| 15,6 |

| 16,8 |

| 20,3 |

| 24,1 |

| 27,3 |

| 27,6 |

| 26,2 |

| 25,6 |

| 26,3 |

| 25,9 |

| 21,0 |

| 17,0 |

| 15,6 |

| 16,8 |

| 20,3 |

| 24,1 |

| 27,3 |

| 27,6 |

| 26,2 |

| 25,6 |

| 26,3 |

| 25,9 |

| 21,0 |

| 17,0 |

| Jahr              | Einwohner |
| ----------------- | --------- |
| 1973 (Zensus)     | 5.626     |
| 1983 (Zensus)     | 10.146    |
| 2012 (Berechnung) | 13.563    |

## Geschichte
Dongola ist ein zweiter Name für das frühmittelalterliche christliche Königreich Makuria, dessen Hauptstadt das 80 Kilometer flussaufwärts gelegene Alt-Dongola war. Die heutige Stadt Dongola wurde 1812 von einer Gruppe Mameluken gegründet, die vor der Verfolgung durch Muhammad Ali Pascha aus Ägypten geflohen waren. Die französische Herrschaft über Ägypten, die 1801 beendet war, schwächte die Macht der Mamluken. Im März 1811 wurde die gesamte Führung der Mamluken durch den osmanischen Vizekönig in einem Massaker umgebracht, ihre Familien verfolgt und ihre Häuser geplündert. Die übrigen Mamluken starben 1812 bei einem Feldzug seines Sohnes Ibrahim Pascha nach Oberägypten, nur wenigen gelang die Flucht über den 3. Katarakt hinaus weiter nach Süden, wo sie ein Lager am Nil errichteten. Darauf bezieht sich der Name der Stadt im 19. Jahrhundert: Dongola al Urd („das Lager“).
Der dritte Sohn des ägyptischen Herrschers, Ismail Kamil Pascha, drang ab 1820 nach Süden vor, nahm die Mamlukensiedlung Dongola ein und beendete 1821 die Herrschaft des Funj-Sultanats. Die Mamluken hatten sich bereits vor Ankunft der Ägypter zerstreut, die meisten waren nach Shendi geflüchtet. Dongola war verlassen, dafür leisteten die Sheygya, eine als freiheitsliebend und kämpferisch beschriebene arabische Volksgruppe südlich der Stadt vergeblichen Widerstand. Vor den Räubern der Sheygya hatte sich schon der Orientreisende Jean Louis Burckhardt gefürchtet, der 1814 durch Dongola gereist war. Ziel der vordringenden ägyptischen Armee war, die von den Mamluken möglicherweise ausgehende Gefahr auszuschalten, die Kontrolle über den Karawanenhandel und den Zugriff auf sudanesische Goldminen, ebenso wie Sklaven für die ägyptische Armee zu gewinnen. Bei diesem Feldzug wurde Alt-Dongola vollständig zerstört. Bis 1885 gehörte Dongola als eine der vier zentralen Provinzen (Mudiriya) um Khartum zum türkisch-ägyptischen Sudan.

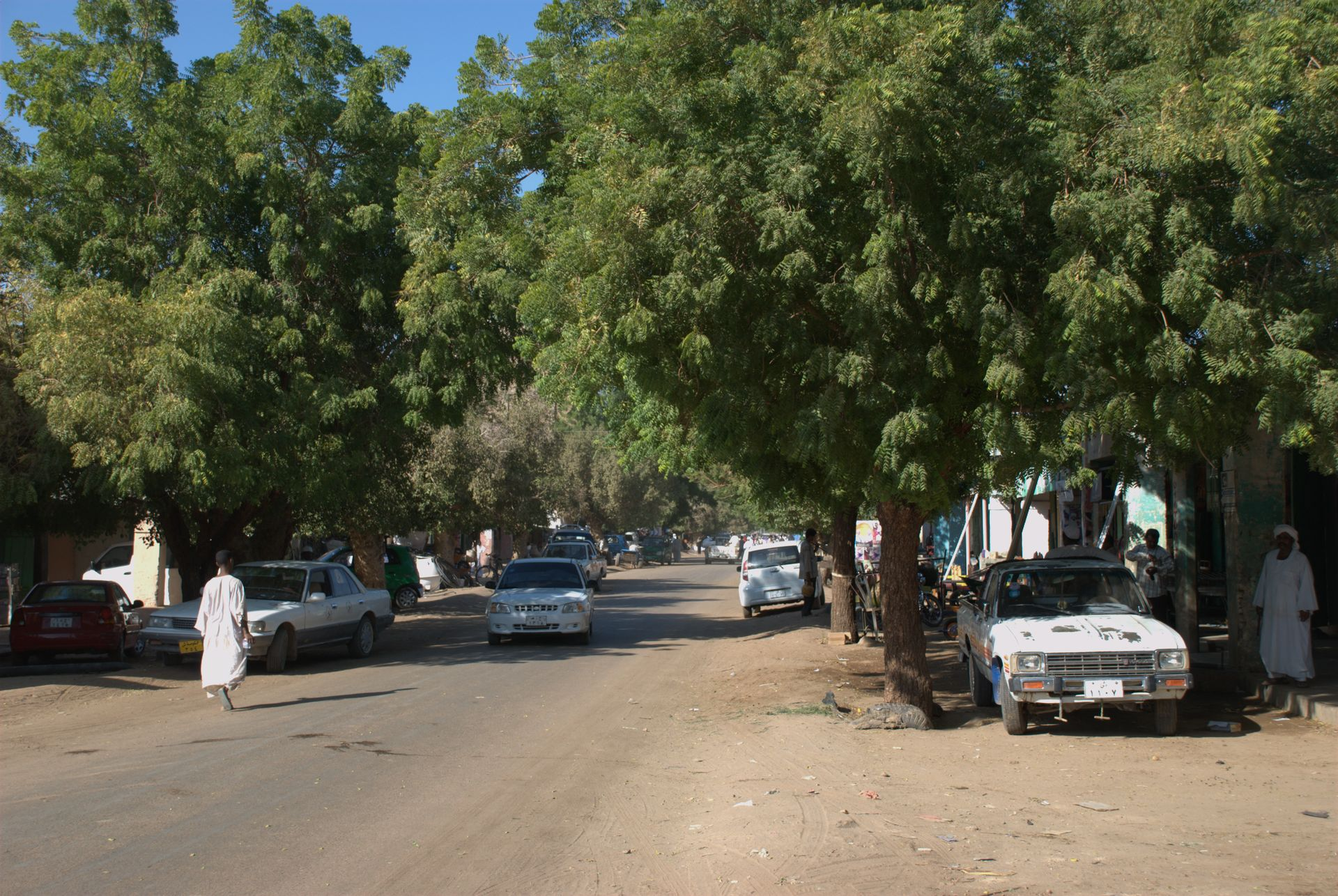
Allee im Zentrum. Abgesehen von Atbara einzige dichte Allee in Nordsudan

Das neue Dongola wurde nach Plänen des Naturwissenschaftlers Christian Gottfried Ehrenberg aufgebaut und befestigt. Dieser nahm an einer Expedition des Freiherrn von Minotuli 1821 bis 1823 teil, die durch die Libysche Wüste und nilaufwärts über Dongola weiter bis zum Roten Meer führte. Fürst von Pückler-Muskau reiste 1837 den Nil aufwärts, wobei er wegen des geringen Wasserstandes im April die Strecke von Wadi Halfa auf dem beschwerlichen Landweg zurücklegen musste und bei Dongola „trotz der vielen Krokodile fast täglich“ im Nil badete. Die Weiterreise erfolgte mit dem Schiff.
Mitte des 19. Jahrhunderts hatte der Ort rund 6000 Einwohner, die an den Nilufern gelegenen Felder wurden über Schöpfräder (Sakiya) und Kanäle bewässert. Bis um 1900 war Dongola auf 8000 bis 10.000 Einwohner angewachsen. Im 19. Jahrhundert lag Dongola an einer Pilgerroute, die aus Darfur in direkter Linie durch die Wüste verlief, bei Dongola den Nil überquerte und weiter nach Osten zur Hafenstadt Suakin zum Schiff nach Dschidda führte. Andere Moslems, die sich auf Haddsch begaben, reisten von Dongola nilabwärts und schlossen sich in Kairo ägyptischen Pilgern an.

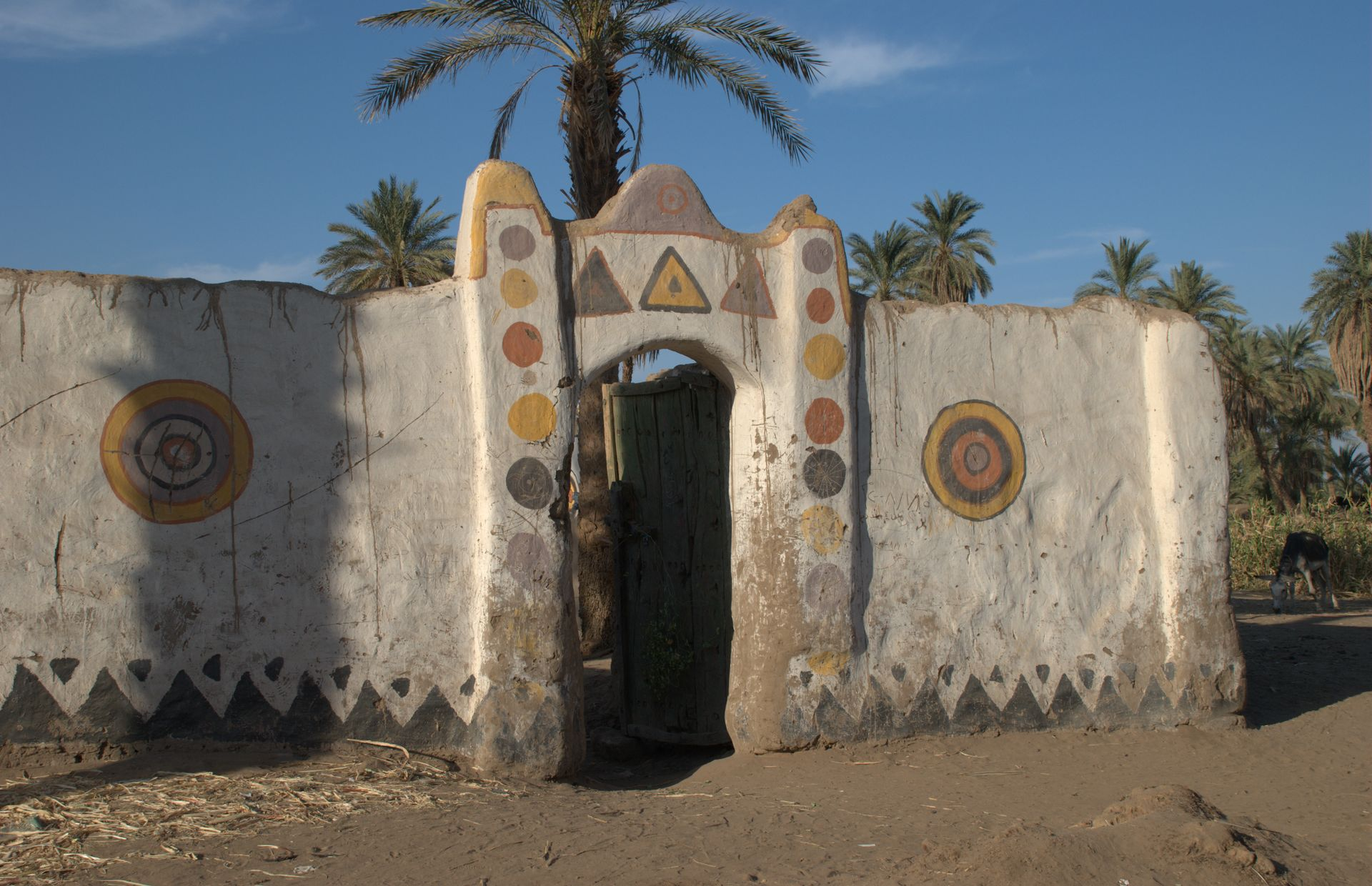
Eingang zu Gehöft aus Stampflehm. Wohnviertel im Süden. Die traditionelle Bemalung ist in Nubien praktisch verschwunden.

Während der letzten Jahre der türkisch-ägyptischen Herrschaft über Sudan sollte unter britischem Einfluss in den 1870er Jahren eine Eisenbahn von Ägypten nach Dongola und weiter bis nach El Fasher in Darfur gebaut werden. Die wenigen von Wadi Halfa entlang des Nils fertiggestellten Kilometer wurden erst 1896 auf 54 Kilometer Strecke ausgebaut und 1905 bereits eingestellt.
Der spätere Mahdi wurde als Muhammad Ahmad 1844 in der Nähe von Dongola geboren. Die Stadt geriet von 1885 bis 1896 unter seine Herrschaft (Mahdiya). Zur Rückeroberung Sudans diente die Eisenbahn als logistische Voraussetzung; die anglo-ägyptischen Truppen der Dongola-Expedition unter Kitchener drangen entlang des Nils vor und besiegten im Juni 1896 in der Schlacht von Firket eine Armee des Mahdi. Der Division unter Archibald Hunter gelang danach die Einnahme von Dongola. Hunter war bis 1899 Gouverneur von Dongola und zugleich Befehlshaber der dortigen Grenztruppe. Bis Dongola konnte auf dem Nil Nachschub herantransportiert werden. Von hier rückten die anglo-ägyptischen Truppen zur entscheidenden Schlacht nach Omdurman vor, die im September 1898 stattfand.

## Stadtbild

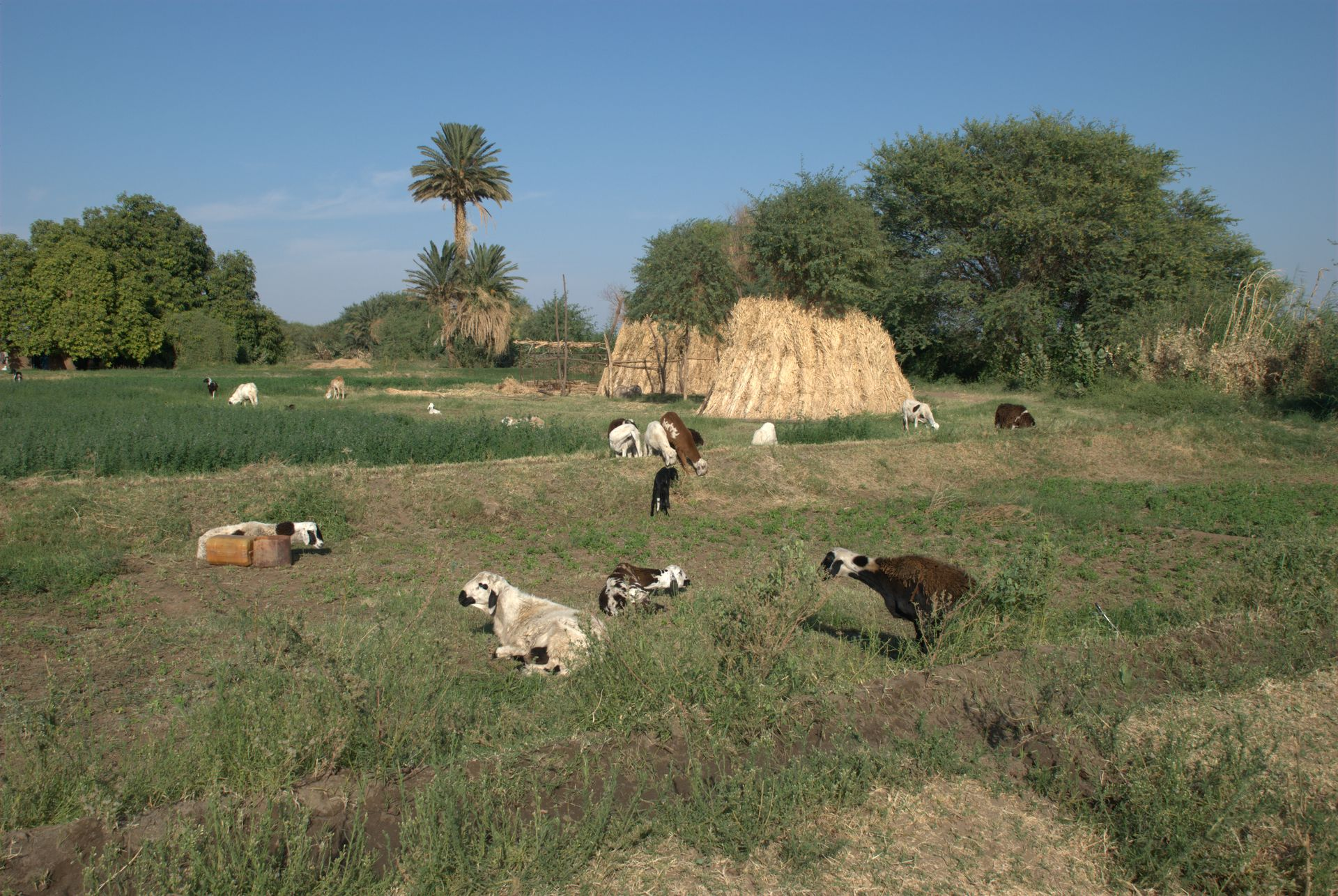
Felder zwischen Stadt und Nil. Ganzjährig wird Futterklee (Luzerne) für Tiere angebaut

Die durch Handel und Ackerbau wohlhabende Stadt grenzt sich durch einen breiten Grüngürtel aus bewässerten Feldern von der Nubischen Wüste ab. Die Bewässerungskanäle werden anstelle der früheren, durch im Kreis gehende Rinder angetriebenen Sakiyas aus zahlreichen kleinen Dieselpumpen mit Nilwasser gespeist. Neben Dattelpalmen werden Zitrusfrüchte, Gemüse und Getreidearten (Weizen) angepflanzt. Auf den Feldern werden auch Schafe und Rinder in Pferchen gehalten.
Wenige 100 Meter von der Fähranlegestelle entfernt erstreckt sich das schachbrettartig angelegte Stadtzentrum, das durch einen Streifen Ackerland vom Nilufer getrennt ist. Südlich des geschäftigen Marktviertels liegt ein Wohnviertel mit noch teilweise traditionellen Häusern aus Stampflehm.
Drei Kilometer entfernt am östlichen Flussufer wurden Fundamente des Tempels von Kawa ausgegraben.

## Söhne und Töchter der Stadt
- Muhammad Ahmad (1844–1885), islamisch-politischer Führer
- Dschafar an-Numairi (1930–2009), Präsident des Sudan von 1971 bis 1985
- Ahmed Ali Al-Imam (1945–2012), Politiker und islamischer Religionsgelehrter
- Mustafa Osman Ismail (* 1955), Politiker

## Sonstiges
Die Dongola-Rennmaus (Gerbillus dongolanus) ist nur aus Dongola bekannt.